# Кан Джин Хьок
Кан Джин Хьок (нар. 25 вересня 1988) — північнокорейський борець вільного стилю, срібний призер чемпіонату Азії.

## Життєпис
Боротьбою почав займатися з 2000 року.
Виступав за спортивний клуб 4.25, Пхеньян. Тренер — Пан Гон Іл.

## Спортивні результати на міжнародних змаганнях

### Виступи на Чемпіонатах світу
| Змагання                        | Збірна         | Вагова категорія          | Місце |
| ------------------------------- | -------------- | ------------------------- | ----- |
| Чемпіонат світу з боротьби 2013 | Північна Корея | вільна боротьба, до 66 кг | 5     |

### Виступи на Чемпіонатах Азії
| Змагання                       | Збірна         | Вагова категорія          | Місце  |
| ------------------------------ | -------------- | ------------------------- | ------ |
| Чемпіонат Азії з боротьби 2014 | Північна Корея | вільна боротьба, до 65 кг | Срібло |

### Виступи на Азійських іграх
| Змагання           | Збірна         | Вагова категорія          | Місце |
| ------------------ | -------------- | ------------------------- | ----- |
| Азійські ігри 2014 | Північна Корея | вільна боротьба, до 65 кг | 5     |

### Виступи на інших змаганнях
| Змагання         | Збірна         | Вагова категорія          | Місце |
| ---------------- | -------------- | ------------------------- | ----- |
| Кубок Тахті 2014 | Північна Корея | вільна боротьба, до 65 кг | 18    |